# Józef Gerard
Ojciec Józef Gérard (ur. 12 marca 1831 w Bouxières-aux-Chênes we Francji, zm. 29 maja 1914 w Romie w Lesotho) – duchowny katolicki, oblat, błogosławiony Kościoła katolickiego. W młodości był pasterzem. Wraz z rodziną odbywał liczne pielgrzymki, udając się do sanktuarium Matki Bożej Dobrej Rady w Nancy albo do Sion.

## Droga życia zakonnego
Misjonarska droga powołania rozpoczęła się właściwie wówczas, gdy jego proboszcz ks. Cayens opowiadał mu historie o smutnym losie afrykańskich plemion. Również dwaj inni misjonarze – oblaci Maryi Niepokalanej – wywarli na niego duży wpływ. W wieku 20 lat, wstąpił do oblackiego nowicjatu w Notre Dame de l`Osier. Głęboko zżył się ze Zgromadzeniem, które odtąd stało się jego drugą rodziną. Jeszcze w nowicjacie, 7 marca 1852 roku otrzymał obediencję do Natalu w Afryce Południowej, a w maju następnego roku ostatecznie opuścił rodzinną Francję.

## Kapłaństwo
Po trwającej osiem miesięcy podróży, 21 stycznia 1854 dotarł wraz z dwoma innymi oblatami: o. Barret'em OMI i bratem Bernard OMI do Natalu. Ta podróż była pierwszą i ostatnią w Jego życiu. Po trzech tygodniach został wyświęcony na kapłana w Pietermaritzburgu przez tamtejszego biskupa Allarda. Zaczął pracę misyjną, której początek nie był łatwy. Kolejno ponosił porażki, aż wreszcie dla o. Józefa zaczął się drugi etap misjonarskiego życia – ewangelizacja Basutosów.

## Misjonarz Natalu
Dzień 1 listopada 1863 roku można przyjąć jako prawdziwy start jego apostolskiej działalności. Wędrownemu misjonarzowi przypadło nawracać szczepowych kacyków, pomagać ubogim, starym i chorym, uczyć prawd wiary pasterzy, demaskować czarowników i czarownice. Całe jego posługiwanie zaczęło się odtąd odbywać konno, aby umożliwić niekończące się objazdy po górach. O. Gerard nie znał się na sztuce, ale za to wykazywał talent duchowego architekta, rzeźbiarza ludzkich dusz, umiejąc pomagać w budowaniu żywego i kwitnącego Kościoła. U podstaw tej duchowej budowli postawił katechizację. Panie – często modlił się – daj mi łaskę, bym do szaleństwa kochał moje zadanie katechety... bym uczynił mocnymi tych chrześcijan, którzy by dobrze poznali świętą religię i dlatego Ciebie kochali. Jego apostolska miłość powoli zwyciężała Basutosów, którzy początkowo nie dowierzali kapłanom katolickim; przez tę miłość stał się też wielkim przyjacielem młodzieży.

## Misja św. Moniki
W 1876 biskup Jolivet wybrał o. Gerard na założyciela misji w pogańskiej okolicy, znanej z rozwiązłych obyczajów. Nazwano ją misją św. Moniki. Podczas długiego, 20-letniego pobytu w tym miejscu ogarnęło go "szaleństwo dusz". Całe dnie jeździł na swoim koniu Artabanie w poszukiwaniu potrzebujących Basutosów, a kiedy nastawała noc, wracał wyczerpany i przy blasku świecy odmawiał brewiarz. Aby nie zasnąć przy nim, akompaniował sobie na starej fisharmonii. O. Józef wrócił na misję Roma w 1897 r. Pomimo swego wieku i kondycji wciąż narażał się na rozmaite niebezpieczeństwa, z których zawsze wychodził szczęśliwie. Nadano mu z tego powodu przydomek "Ramehlolo" – ojciec cudów. Do ostatnich chwil swego życia czuł ogromną potrzebę głoszenia słów Chrystusa. Przykuty do łóżka w czasie choroby, wołał do siostry zakonnej i pytał "Gdzie jest mój Artaban? Chcę pojechać, aby odwiedzić chorych". Od 1862 roku do swojej śmierci w 1914 Ojciec Gerard nie opuścił Lesotho. Był z Basutosami w okresie dobrej koniunktury oraz tej złej, w okresie głodu, jak i w czasach obfitości, w czasie wojny i w czasie pokoju. On wyraźnie wykazywał solidarność z ludem Basutusów w latach wojny burskiej (1865-68). Były to lata cierpienia i śmierci, których Basutusi nigdy nie zapomnieli. Ze względu na wierność królowi Moshoeshoe podczas wojny burskiej, ojciec Gerard został przyjęty przez Basutusów jako jeden z nich.

## Śmierć
Zmarł 29 maja 1914 roku. Na cmentarzu wódz Maama żegnał go, kończąc słowami: "muszę przyznać, że o. Gerard był takim człowiekiem, który, można by powiedzieć, nie brał do ust pożywienia, bo karmił się modlitwą. Gdyby modlitwą można było nakarmić ludzi, dawno by on dał ją nam, Basutosom, do jedzenia". Jego grób stał się miejscem kultu, pielgrzymują do niego tysiące osób. Został beatyfikowany przez papieża Jana Pawła II 15 września 1988 w Maseru.

## Kalendarium
| 12 marca 1831 – urodziny w Bouxieres-aux-Chenes                                         | 2 lutego 1842 – pierwsza komunia święta                                              |
| 24 marca 1844 – bierzmowanie                                                            | październik 1844 – rozpoczęcie nauki w Niższym Seminarium w Pont-à-Mousson           |
| październik 1849 – nauka w Wyższym Seminarium w Nancy                                   | 9 maja 1851 – przyjęcie do nowicjatu Misjonarzy Oblatów M.N. w Notre-Dame de l’Osier |
| 10 maja 1852 – śluby wieczyste                                                          | 10 maja 1853 – wypłynięcie do Afryki Południowej na misje                            |
| 21 stycznia 1854 – przybycie do Natalu                                                  | 18 lutego 1854 – święcenia kapłańskie, potem nauka języka Zulusów                    |
| 27 lutego 1855 – rozpoczęcie pracy misyjnej wśród plemienia Zulusów (misja św. Michała) | styczeń 1858 – utworzenie drugiej misji św. Michała                                  |
| 14 października 1860 – otwarcie nowej misji Najświętszej Maryi Panny z Sorrows          | lipiec 1861 – opuszczenie misji Zulusów                                              |
| Styczeń 1862 – przybycie do Lesotho                                                     | 12 lutego 1862 – spotkanie z Moshoeshoe, królem plemienia Basotho                    |
| 11 października 1862 – przejęcie wioski Tloutle, nazwanej Rzymską Wioską                | kwiecień 1863 – otwarcie misji                                                       |
| listopad 1863 – poświęcenie misji i rozpoczęcie działalności ewangelizacyjnej           | 24 lipca 1864 – pierwsze nawrócenie                                                  |
| 25 grudnia 1864 – pierwsi katechumeni                                                   | 26 grudnia 1864 – pierwszy chrzest dziecka plemienia Mosotho                         |
| 8 października 1865 – pierwszy uroczysty chrzest katechumena                            | październik 1875 – fundacja nowej misji św. Moniki                                   |
| 11 lutego 1876 – otwarcie kościoła św. Moniki                                           | 15 sierpnia 1878 – pierwszy chrzest na misji św. Moniki                              |
| 29 maja 1914 – śmierć Józefa Gerarda                                                    |                                                                                      |